# 松本武雄
松本 武雄（まつもと たけお、1914年 - 1976年11月6日）は、日本の男子テニス選手・指導者。石川県鳳至郡（現鳳珠郡）出身。法政大学卒業。

## 来歴
松本は法政大学のテニス部で、中野文照と同期のライバルだった選手である。1937年、関東本学生テニストーナメントで男子シングルス準優勝。同年の全日本学生庭球選手権（現在の通称・インカレ）で男子シングルスのベスト4に進出する。1938年度の成績は、関東本学生テニストーナメントは2年連続準優勝であったが、全日本学生庭球選手権で初優勝を果たした。この年は「フィリピン選手権」の男子シングルスも制した。当時の全日本学生選手権では、同じ法政大学の松本と中野が優勝争いをすることが多かった。しかし、ライバルの中野がインカレのタイトルを奪還した1939年に第2次世界大戦が勃発した。
松本は日本テニスの歴史の中でも、優れた指導者として名前を残した人である。1955年に法政大学テニス部監督に就任し、多くの後輩選手たちを育成し始める。1967年にはユニバーシアード東京大会日本代表監督を務めた。また、法政二高なども手広く指導した。
1976年11月6日、熱海市内の病院で肺臓がんのため死去。62歳だった。